# Lithoptila abdounensis
La litoptila (Lithoptila abdounensis) è un uccello fossile, appartenente ai fetontiformi. Visse nel Paleocene superiore (circa 58 - 55 milioni di anni fa) e i suoi resti fossili sono stati ritrovati in Marocco.

## Descrizione
Questo animale è noto solo per un neurocranio ben conservato, ed è quindi impossibile ricostruirne in dettaglio l'aspetto. Dal raffronto con animali simili ma meglio conosciuti (Prophaethon), si suppone che Lithoptila fosse molto simile agli attuali fetonti (gen. Phaethon), uccelli marini dal capo grosso e dal collo corto, strettamente imparentati con i procellariformi. Oltre alle proporzioni generali del neurocranio, Lithoptila differiva da Prophaeton nella forma e nella posizione della crista temporalis, della impressio glandulae nasalis, della superficie di contatto con l'osso lacrimale e del tuberculum basilare. 

## Classificazione
Lithoptila abdounensis venne descritto per la prima volta nel 2005, sulla base di un fossile ritrovato nella zona di Ouled Abdoun in Marocco, in terreni del Paleocene superiore. Lithoptila e l'affine Prophaethon sono membri dei profetontidi (Prophaethontidae), una famiglia di uccelli marini affini agli attuali fetontidi ma privi di alcune specializzazioni riscontrabili nelle forme attuali. 